# Wehrwirtschaftsführer

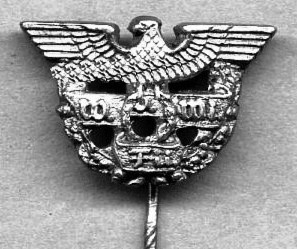
Zivile Anstecknadel eines WeWiFü

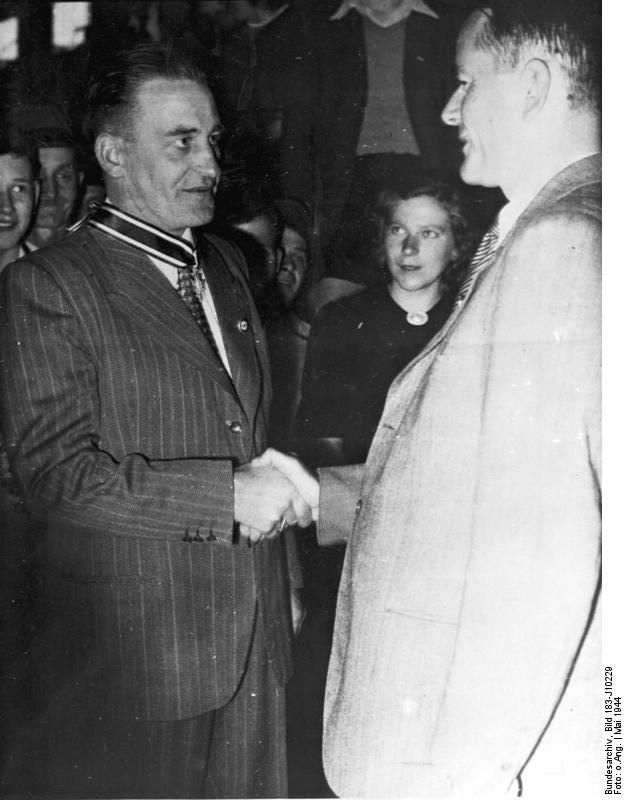
Albert Speer (rechts) gratuliert Wehrwirtschaftsführer Edmund Geilenberg (links) zur Verleihung des Ritterkreuzes des Kriegsverdienstkreuzes (Mai 1944), Aufnahme aus dem Bundesarchiv

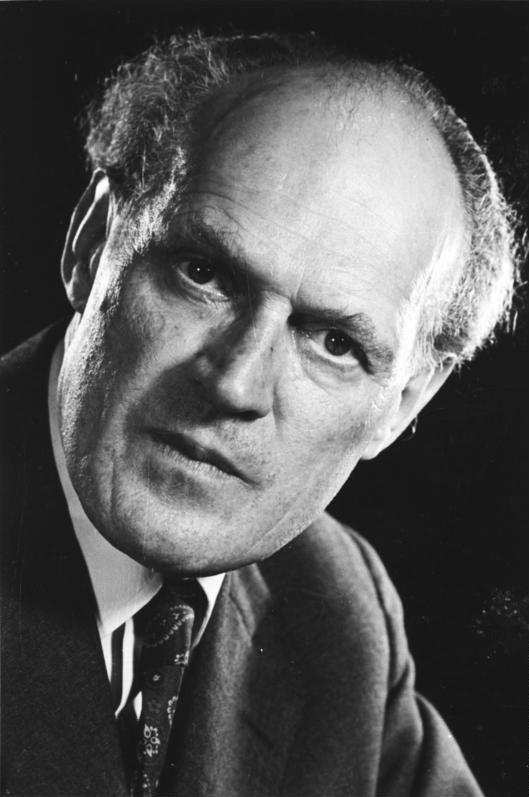
Willy Messerschmitt (1958)

Wehrwirtschaftsführer (WeWiFü) war im nationalsozialistischen Deutschen Reich zunächst ein Ehrentitel, der im Rahmen der Auszeichnungen der NSDAP an die Leiter rüstungswichtiger Betriebe vergeben wurde. Die Wehrwirtschaftsführer waren mit Bildung des Wehrwirtschaftsrates durch Hermann Göring 1938 gleichzeitig dessen Mitglieder.

## Geschichte
Die Wehrwirtschaftsführer wurden ab 1935 durch das Wehrwirtschafts- und Rüstungsamt im OKW ernannt. Absicht war es, sie an die Wehrmacht zu binden und ihnen einen quasi militärischen Status zu geben. Nach 1938 erfolgte die Ernennung durch das Reichsministerium für Wirtschaft. Ab 1940 wurde immer öfter auch führenden Vertretern von Unternehmen der Nicht-Rüstung dieser Titel verliehen, um die Umstellung der Betriebe auf die Belange der Kriegswirtschaft zu dokumentieren. Insbesondere bei Ernennungen vor 1940 sagt der Titel kaum etwas aus über die politische Nähe des Inhabers zum NS-Regime oder über die rüstungswirtschaftliche Bedeutung seines Betriebes. Mit Hilfe einer Ernennung zum Wehrwirtschaftsführer ließen sich in dem betreffenden Betrieb arbeitsrechtliche Bedingungen für die Arbeiter und Angestellten verschlechtern.

## Wehrwirtschaftsführer (Auswahl)
Insgesamt wurden etwa 400 Personen zu Wehrwirtschaftsführern ernannt, darunter:
- Wilhelm Achter (1939)
- Werner Albert
- Otto Ambros
- Max Anderlohr
- Christoph Andreae
- Max Paul Rudolf Andreae
- Robert Ardelt
- Ludwig Arzt
- Wilhelm Avieny
- Erik Baldermann
- Ernst Barten
- Paul Beckmann (1941)
- Hanns Benkert (1940)
- Wilhelm Biedenkopf
- August Bode (Wegmann & Co.)
- Hans Constantin Boden (AEG)
- Walter Borbet (1937), Vorstandsvorsitzender und Generaldirektor des Montankonzerns Bochumer Verein[3]
- Carl F. W. Borgward (1938; Borgward-Werke)
- William Borm (1940)
- Carl Bosch (I.G. Farben)
- Max Brose (1938)
- Erich Braun
- Richard Bruhn (Auto Union AG)
- Heinrich Bütefisch (1938; I.G. Farben)
- August Diehn (Deutsches Kalisyndikat)
- Richard-Eugen Dörr
- Carl Martin Dolezalek (1944)[4]
- Claude Dornier (1940)
- Herdin Hans Duden (1943)
- Hugo Eckener (1939)
- Gerhard Fieseler (1937; Gerhard-Fieseler-Werke)
- Ernst Rudolf Fischer
- Otto Fitzner (Wirtschaftsgruppe Nichteisen-Metalle)
- Friedrich Flick (1938)
- Hans Joachim Fuchs (Otto Fuchs KG)
- Edmund Geilenberg
- Walter Georgii
- Paul Goerens (1937)
- Otto Heinrich Graf von Hagenburg, Zulieferbetrieb für die Flugzeugindustrie in Sonthofen
- Alfred Freiherr von Harder
- Ernst Heinkel (1937)
- Jost Henkel
- Wolfgang von Hentig
- Werner Heynen (1938)
- Eduard Houdremont
- Heinrich Hunke (1939)
- Robert Kabelac
- Willy Kaus
- Moritz Klönne (1942)
- Otto Koehn (AEG)
- Gustav Köllmann
- Carl Krauch (1938)
- Alfried Krupp von Bohlen und Halbach (1937)
- Gustav Krupp von Bohlen und Halbach (1937)
- Friedrich Linde (1935)
- Friedrich Lüschen
- Karl Emanuel Merck[5] (Merck KGaA)
- Otto Merker
- Willy Messerschmitt
- Max Mörck
- Johannes Müller (Junkers)
- Heinrich Nordhoff (1942)
- Heinrich Notz
- Hans Constantin Paulssen (1940)
- Waldemar Petersen (1938; AEG)
- Ernst Poensgen (1937)
- Ferdinand Porsche (1939)
- Jakob Preh Firmengründer der Preh-Werke
- Günther Quandt (1937)[6]
- Karl Quasebart
- Ulrich Raydt
- Wilhelm Renner (HASAG)
- Otto Reuleaux
- Fritz Reuther (1938)
- Waldemar Rienäcker
- Wolfgang Richter (1942)
- Hermann Röchling (1938)
- Willy Sachs
- Eduard Schalfejew
- Günther Schlicht
- Robert H. Schmidt, Vorstandsvorsitzender Ford Deutschland[7]
- Heinz Schmid-Lossberg
- Philipp Alois von Schoeller
- Eduard Schulte
- Karl Seeliger (1940)
- Hermann von Siemens
- Hans-Günther Sohl (1942)
- Franz Stapelfeldt (1940)
- Kurt Tank
- Herbert Tengelmann
- Hermann Terberger (1941)
- Alfred Teves (ATE)
- Arthur Tix (1942–1943)
- Emil Tscheulin (1938)
- Friedrich-Wilhelm von Viebahn, Direktor der Daimler Benz AG, Dr. Ing.[8]
- Wilhelm Voß
- Carl Waninger (1940)
- Hans Wendel (AEG)
- Ludger Westrick
- Wolf-Dietrich von Witzleben (Siemens)
- Wilhelm Wohlfahrt
- Ernst Zindel (1942; Junkers)

## Wehrwirtschaftsführer nach dem Krieg
Nach Kriegsende wurden die meisten Wehrwirtschaftsführer von den Alliierten bestraft, aber unter den Bedingungen des Kalten Krieges bald wieder in Schlüsselpositionen beim Wiederaufbau eingesetzt. Symptomatisch dafür war die Rückkehr von Friedrich Flick, dem größten Firmenchef des Dritten Reiches und prominentesten Wehrwirtschaftsführer an die Spitze der westdeutschen Industrie. Nach sieben Jahren Haft stieg er erneut zum größten Unternehmer der Bundesrepublik auf, ausgezeichnet mit dem Großen Verdienstkreuz mit Schulterriemen und Stern.